# 베니스의 어린이 자동차 경주
《베니스의 어린이 자동차 경주》(Kid Auto Races at Venice)는 1914년에 개봉한 미국의 코미디 영화이다. 이 영화는 찰리 채플린이 최초로 '리틀 트램프' 복장을 입고 출연한 영화이기도 하나 채플린은 《메이블의 이상한 곤경》에서 최초로 리틀 트램프 복장을 선보였다. 다만 개봉이 이 영화가 더 빨라 최초의 영화로 평가받고 있다.

## 줄거리
로스앤젤레스의 베니스에서 벌어지는 어린이 자동차 경주대회에서 열심히 촬영하고 있는 헨리 레만의 카메라 앞으로 리틀 트램프가 나온다. 카메라에 계속 찍히려고 하는 트램프 때문에 화가 난 레만은 그를 내쫓지만 계속 돌아와 카메라 앞에 선다. 결국 트램프는 레만의 카메라 앞에서 클로즈업을 찍고 레만은 그의 얼굴을 꼬집는다.

## 갤러리

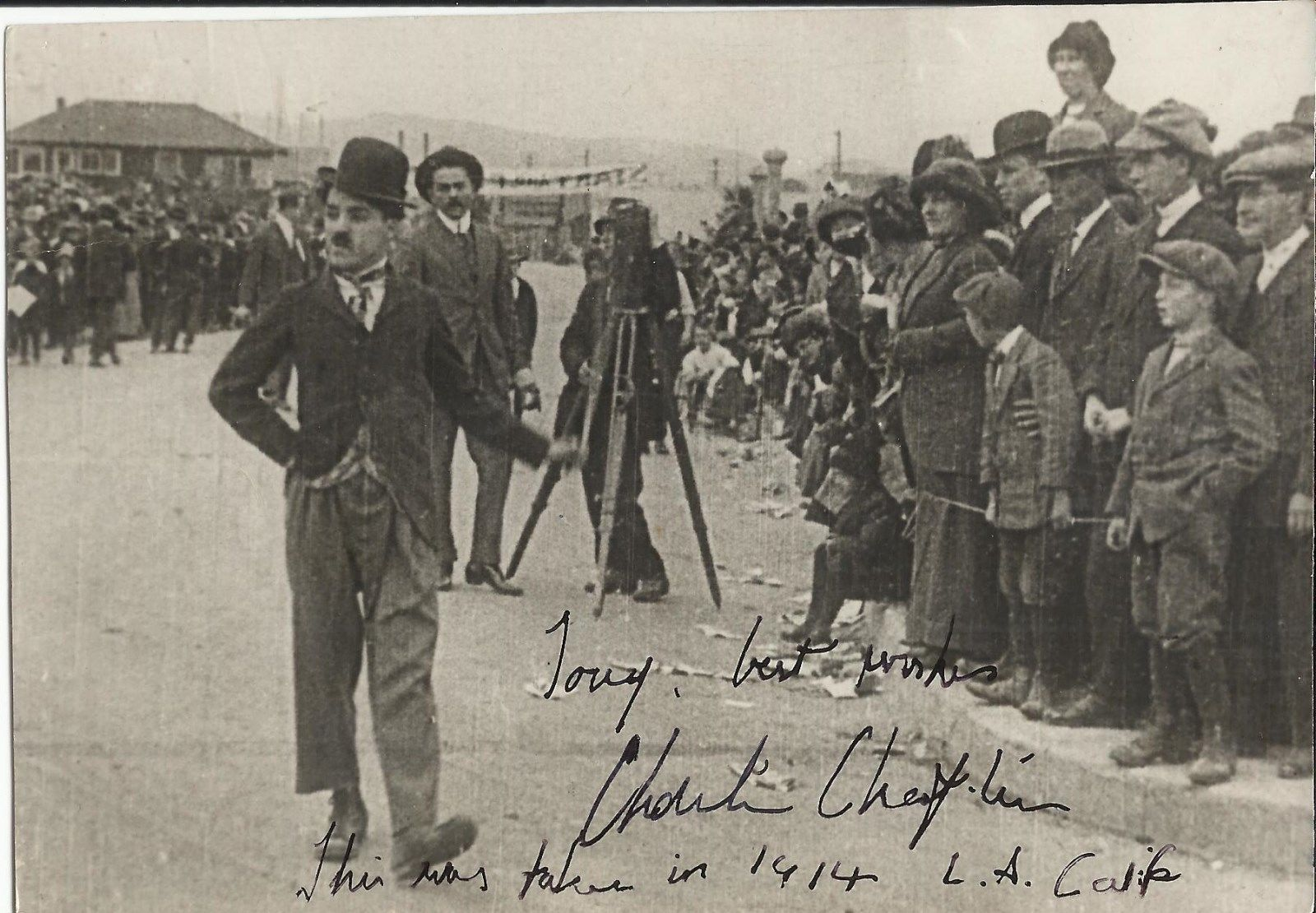
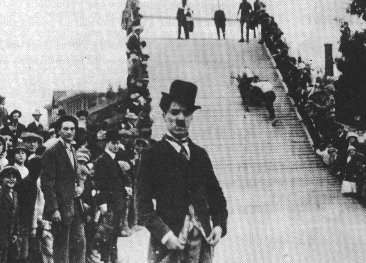
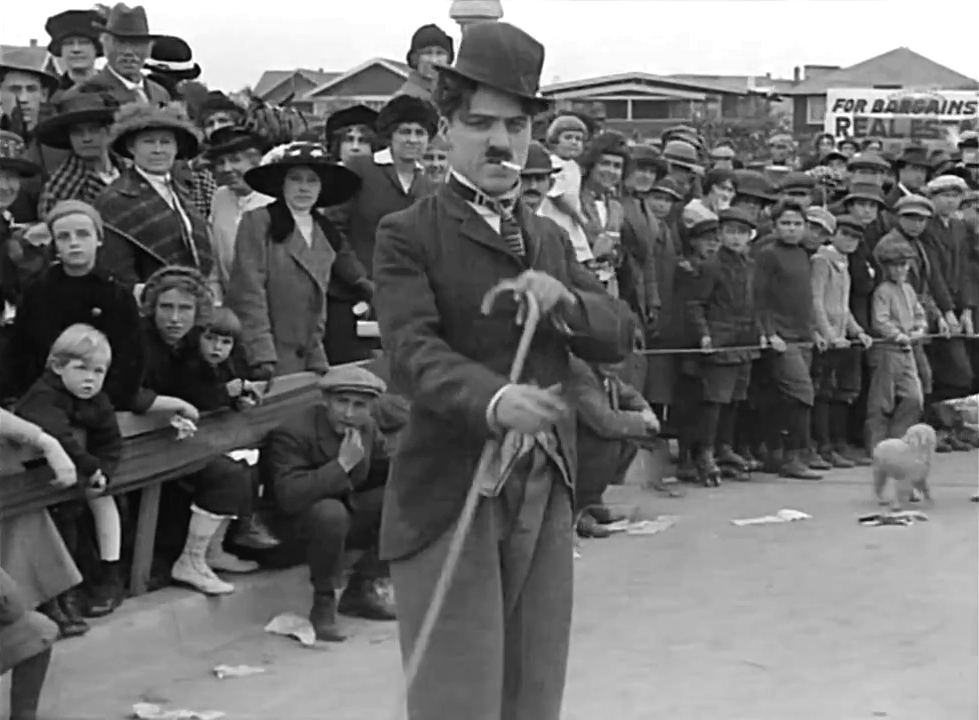

## 캐스팅
- 찰리 채플린 - 리틀 트램프
- 헨리 레만 - 자신 (감독)
- 프랭크 D. 윌리엄스 - 촬영감독
- 빌리 제이콥스 - 소년

## 같이 보기
- 찰리 채플린의 영화 목록